# Лидов, Пётр Александрович
Пётр Алекса́ндрович Ли́дов (17 декабря (по др. свед., 17 ноября) 1906, Харьков — 22 июня 1944, Полтава) — советский журналист, военный корреспондент газеты «Правда», автор первого очерка о Зое Космодемьянской (1942), предпринявший журналистское расследование событий в Петрищеве. Кавалер ордена Отечественной войны I степени.

## Биография и деятельность

### Довоенный период
Родился 17 декабря (по др. сведениям, 17 ноября) 1906 года в Харькове. Рос в харьковском приюте, затем в колонии для подкидышей в селе Липцы Харьковской губернии. В подростковом возрасте был усыновлен профессором химии Харьковского технологического института, известным русским химиком-технологом А. П. Лидовым (1853—1919) и его женой-врачом, которые недавно потеряли собственного ребёнка. Фамилию и отчество получил от приёмного отца.
С 1919 года, после смерти А. П. Лидова, стал самостоятельно зарабатывать на жизнь — работал на спичечной фабрике, на телефонной станции Технологического института, курьером в Харьковском губкоме партии. Дебют в печати состоялся в четырнадцатилетнем возрасте, в 1920 году и был связан с прилётом в Харьков впервые увиденного подростком самолёта. В 1925 году на I губернском съезде рабселькоров Лидов был выдвинут на работу в газете «Харьковский пролетарий». Работал в партийном отделе. В 1928 году вступил в ВКП(б).
В конце 1930 года познакомился со студенткой рабфака Галиной Олейник, вскоре ставшей его женой. В 1932 году семья переехала в Москву. Лидов работал на оборонном заводе № 24 токарем, мастером, корреспондентом многотиражной газеты, затем редактором газеты «Мартеновка» завода «Серп и молот». Выступил в защиту человека, исключённого из ВКП(б) в рамках «чистки», получил выговор по партийной линии с занесением в личное дело. Лидов отстаивал свою правоту, через полгода опальный коллега был восстановлен в партии, выговор с Лидова снят.
В 1937 году направлен на работу в газету «Правда». Много ездил в командировки по СССР. Весной 1941 года утвержден собственным корреспондентом «Правды» по Белорусской ССР. Семья Лидовых с двумя дочерьми перебралась в Минск, где их застала война.

### Военные годы
…Всегда выделяется кто-то один — то ли своей смелостью, то ли своей осмотрительностью, то ли умением быстро ориентироваться в обстановке. И тогда этот человек становится неофициальным главой журналистского корпуса. Таким главой был у нас на Западном фронте Лидов.
С первых дней Великой Отечественной войны Лидов стал военным корреспондентом — его первый военный материал был сдан в редакцию «Правды» 22 июня 1941 года, опубликован в номере от 24 июня. В дни битвы под Москвой в «Правде» регулярно публиковались очерки, статьи и заметки Лидова о ходе военных событий, ставшие своего рода «дневником битвы за Москву» — если номер выходил без его материала, в газету поступали звонки читателей, тревожащихся о судьбе журналиста: «Что с Лидовым?», «Не ранен ли военкор Пётр Лидов?».
Лидов ездил на опасные участки фронта, летал с экипажем бомбардировщика в немецкий тыл, работал под бомбежками, делал вылазки на оккупированные немцами территории. Писал о военных действиях под Смоленском, партизанах Белоруссии, об обстановке в оккупированном Минске, провёл журналистское расследование казни Зои Космодемьянской в Петрищеве, делал репортажи из Сталинграда, с Курской дуги, берегов Северского Донца и Днепра, из Чехословацкого корпуса Людвика Свободы. Вёл фронтовые дневники.

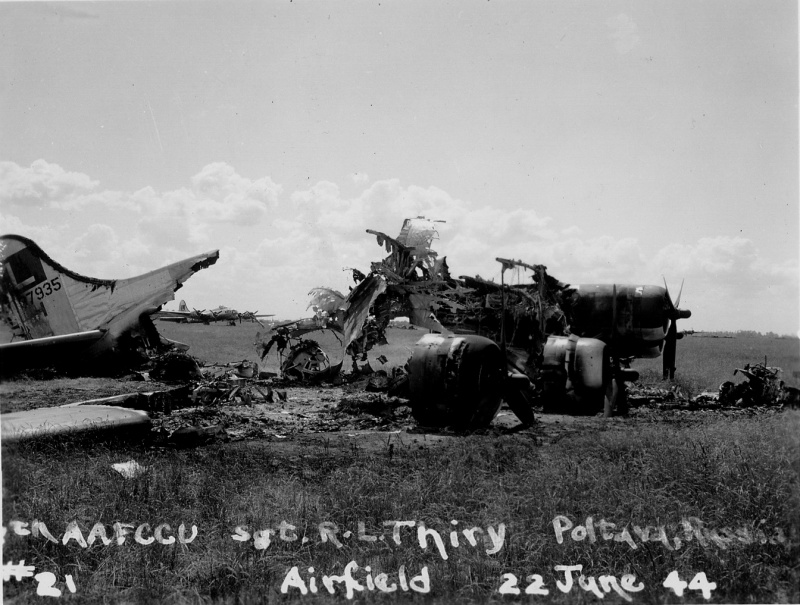
Обломки американского бомбардировщика B-17 на аэродроме под Полтавой. 22 июня 1944

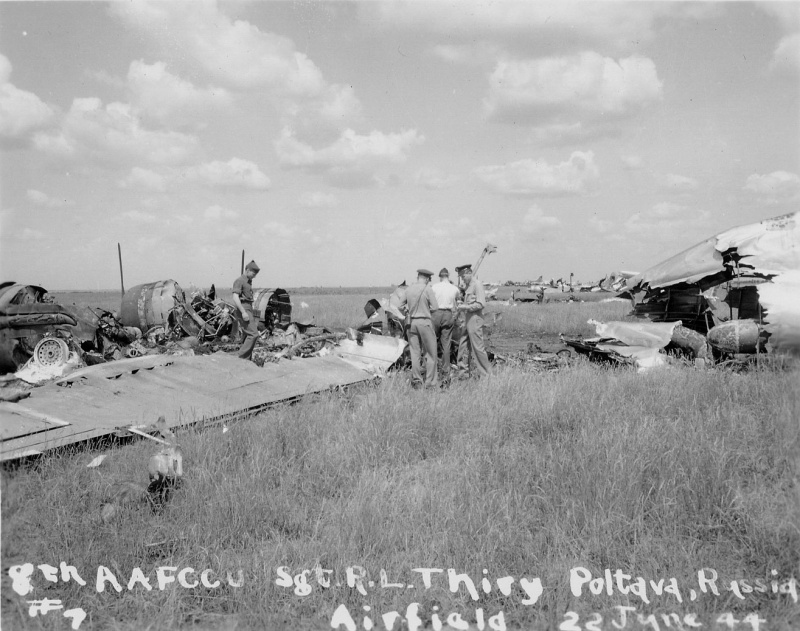
Американские офицеры среди обломков бомбардировщика B-17, уничтоженного немецкой бомбардировкой на аэродроме под Полтавой. 22 июня 1944

В июне 1944 года был командирован в Полтаву с заданием написать о базе американских союзников «Летающие крепости». Погиб в звании майора при бомбёжке военного аэродрома 22 июня 1944 года под взрывной волной от сбитого им с товарищами юнкерса. Посмертно награждён орденом Отечественной войны I степени.
Похоронен в общей могиле в Петровском парке в Полтаве, вместо памятника американские лётчики установили на могиле лопасть винта «Летающей крепости» в знак того, что журналисты погибли на боевом посту. Позднее прах был перенесён на площадь Славы, на могиле установлен обелиск с именами погибших.

## «Таня»

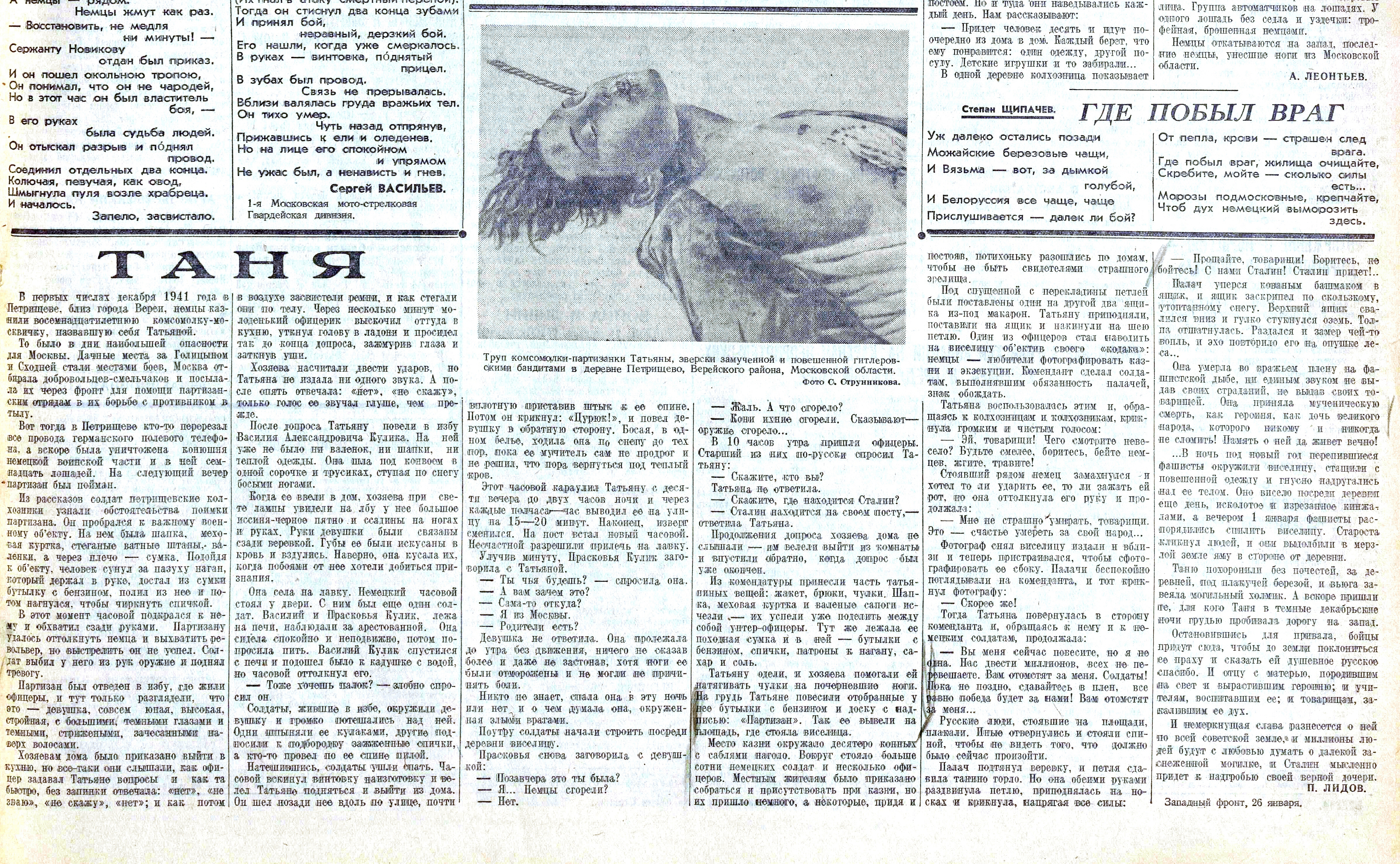
Очерк «Таня», газета «Правда», 27 января 1942 года

…Хочу знать всю правду о Тане, и всю правду рассказать другим… Я в ответе за память об этой девушке перед людьми.
Наиболее известной журналистской работой Лидова считается очерк «Таня» (1942) о партизанке Зое Космодемьянской. Очерк был написан не по заданию редакции, а по собственному почину журналиста. Историю об убитой гитлеровцами в селе Петрищево девушке, произнесшей речь перед повешением, Лидов услышал случайно, в избе под Можайском, где остановился на ночлег, приехав по редакционному заданию писать об освобождении города от немцев. Наутро Лидов пешком проделал 5-километровый путь по занесённым снегом просёлочным дорогам для расспросов очевидцев. Свидетельства местных жителей оказались противоречивыми, не удалось установить даже личность погибшей девушки, на допросе назвавшейся Таней.
Лидов побывал в Петрищеве не менее десяти раз, в журналистском расследовании принимали участие также его коллеги — фотокор «Правды» Сергей Струнников и военкор «Комсомольской правды» Сергей Любимов. Лидов добился разрешения ознакомиться с секретной документацией, касающейся разведывательных, истребительных и диверсионных групп, однако соответствующей описаниям очевидцев девушки по имени Татьяна не обнаружил. Для установления личности погибшей было решено вскрыть захоронение, произвести фотосъёмку и опубликовать фотографии в газете в расчёте на опознание тела родственниками или знакомыми. Фотографии сделал Сергей Струнников.

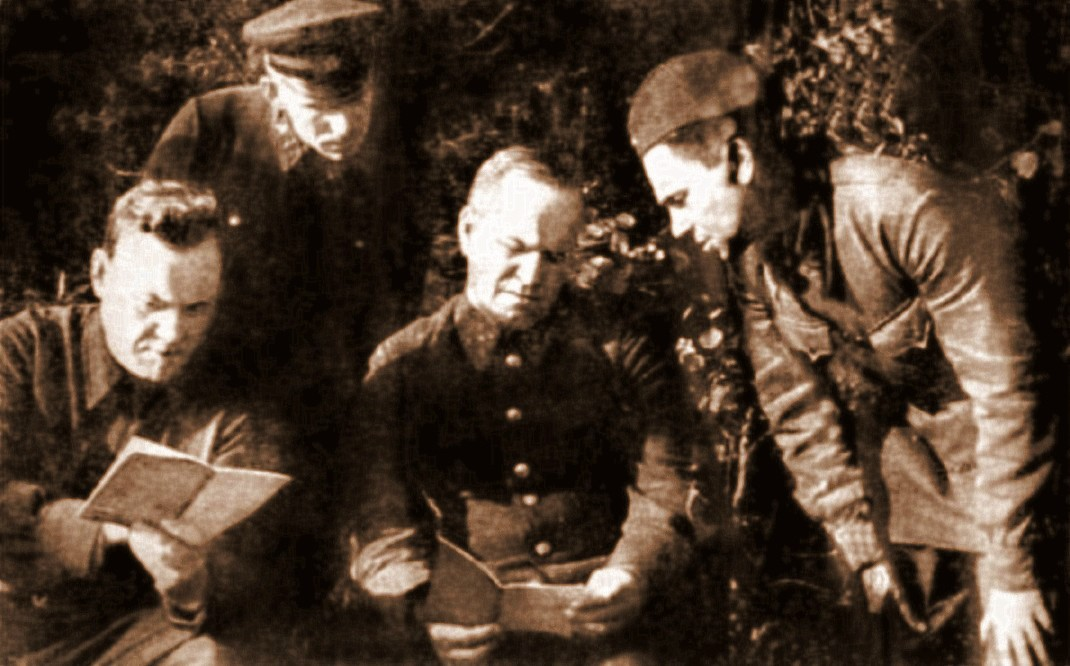
Военный корреспондент газеты «Правда» Пётр Лидов (справа) показывает генералу армии Г.К. Жукову и члену военного совета Западного фронта Н.А. Булганину экземпляры только что вышедшей брошюры «Таня». 1942. Фото М. Калашникова

Посвящённые партизанке очерки П. Лидова («Таня») и С. Любимова («Мы не забудем тебя, Таня!»), проиллюстрированные разными фотографиями Струнникова, были опубликованы одновременно, 27 января 1942 года, в центральных газетах страны — «Правде» и «Комсомольской правде». Согласно сотруднику «Правды» Семёну Гершбергу, «в ночь перед выходом газет, 26 января, встретились редакторы „Правды“ и „Комсомольской правды“, пригласили авторов, взаимно ознакомились с очерками, сделали идентичными слова Тани перед казнью, записанные с уст свидетелей. И материал благословили в печать!..». По предположению историков, тогда же была добавлена фигурировавшая в обоих очерках апелляция партизанки к Сталину («Прощайте, товарищи! Боритесь, не бойтесь! С нами Сталин! Сталин придёт!..»), отсутствовавшая в первых показаниях свидетелей.

Очерк Лидова «Таня»… выразил такую силу духа героини, такое презрение к врагу и смерти, что вошёл в историю как образец журналистского труда. Очерк Любимова, перенасыщенный советской патетикой, очень скоро забылся — помнят о нём нынче лишь специалисты и архивные работники «Комсомолки».
Очерк Лидова был перепечатан в республиканских, областных и городских газетах, выпущен отдельной брошюрой, передавался по радио. По фотографии Зоя Космодемьянская была опознана, публикация вызвала множество откликов. По оценке Армена Гаспаряна, «очень яркий образ Зои, безусловно, повлиял на моральное состояние Рабоче-крестьянской Красной армии… Зоя своим примером вдохновила сотни тысяч людей на сопротивление врагу». Солдаты писали матери партизанки, что её дочь будет отомщена, писали имя Зои на танках и самолётах, клали в нагрудные карманы её фотографии, уходя в бой.
Сам Лидов не приписывал успех материала себе:

Я считаю, что триумф «Тани» — это триумф чудесной русской девушки Зои Космодемьянской, моя же роль — это скромная роль репортёра, протоколиста событий, который, по рассказам очевидцев, добросовестно и пунктуально записал всё, что связано с подвигом и гибелью нашей героини. Успех очерков о Тане в том, что они от начала до конца документальны, протокольны и в них нет ни вымысла, ни пустой и звонкой фразы, так часто спасающей очеркиста, не запасшегося достаточным количеством добротных фактов.
Ставший известным благодаря Лидову реальный подвиг Зои Космодемьянской послужил основой для создания мифа о ней. По оценке историка и литературоведа Бориса Соколова, в данном случае от журналиста не требовалась героизация предмета очерка, несмотря на наличие ряда обстоятельств, писать о которых было нельзя:

…Нельзя было писать о том, что Космодемьянская выполняла сталинский приказ о тактике «выжженной земли», предписывавшей сжигать деревни в тылу немецких войск. Равно как и о том, что местные жители, мягко говоря, были не в восторге от деятельности «факельщиков», сжигавших их дома, и, по одной из версий, Космодемьянскую схватил не немецкий солдат, а русский крестьянин. А две женщины-погорелицы избили её после задержания, за что позже их расстреляли по приговору советского трибунала. Но всё это не отменяет морального значения подвига Зои Космодемьянской. Ведь дело было не в том, что она сожгла конюшню с несколькими лошадьми, а в моральном значении её мужественного поведения перед лицом неминуемой смерти. На этом примере можно было воспитывать у бойцов ненависть к врагу и мужество.
Знал ли Лидов, что никакой партизанкой Космодемьянская не была? Что в составе диверсионной группы была она заброшена в немецкий тыл, чтобы сжечь деревню Петрищево, где стоял немецкий штаб? Теперь уже на этот вопрос не ответит никто.
18 февраля 1942 года в «Правде» был опубликован очерк Лидова «Кто была Таня», где сообщалось имя партизанки, 24 октября 1943 года — очерк «Пять фотографий» о попавших к нему снимках Космодемьянской, найденных в вещах убитого немецкого солдата, одного из участников казни. «Канонизирован[ные] в официальном мифе» «обстоятельства задержания Космодемьянской немецким часовым при попытке поджога» вызывали у Лидова сомнения. Его очерк «Вокруг Тани», где рассматривалась версия о выдаче Космодемьянской немцам одним из товарищей, опубликован в 2001 году в сборнике архивных материалов и документов «Москва прифронтовая». На основе изученных материалов Лидов пришёл к выводу, что Василий Клубков не выдавал Космодемьянскую. Лидов продолжал расследование петрищевских событий, планировал написать книгу о Космодемьянской, но план осуществить не успел.
Очерк «Таня» Петра Александровича в 1970 году был включён в сборник «Молодые герои Великой Отечественной войны», составителем которого являлся Василь Быков. В сборник также были включены произведения Фёдора Самохина «Кровью сердца», Леонида Леонова «Твой брат Володя Куриленко» и др.

## Награды
- Медаль «За оборону Сталинграда»

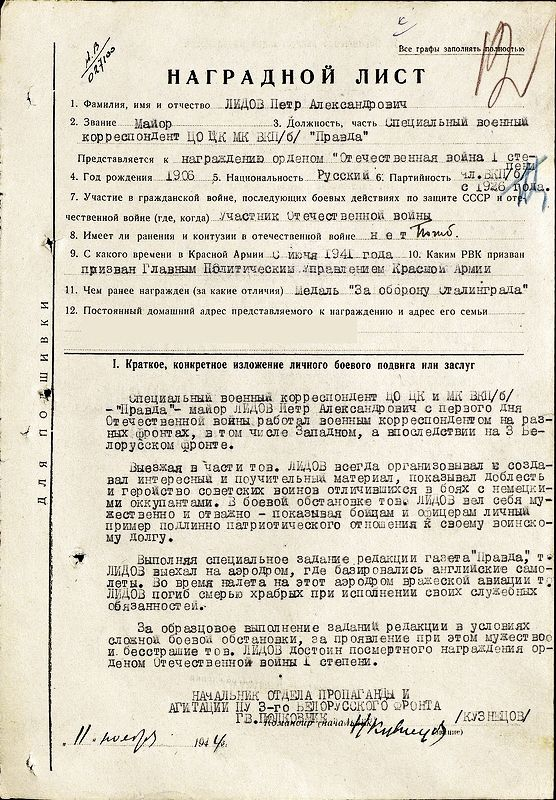
Представление Петра Лидова к ордену Отечественной войны I степени. 11 ноября 1944

- Орден Отечественной войны I степени[1]

## Память

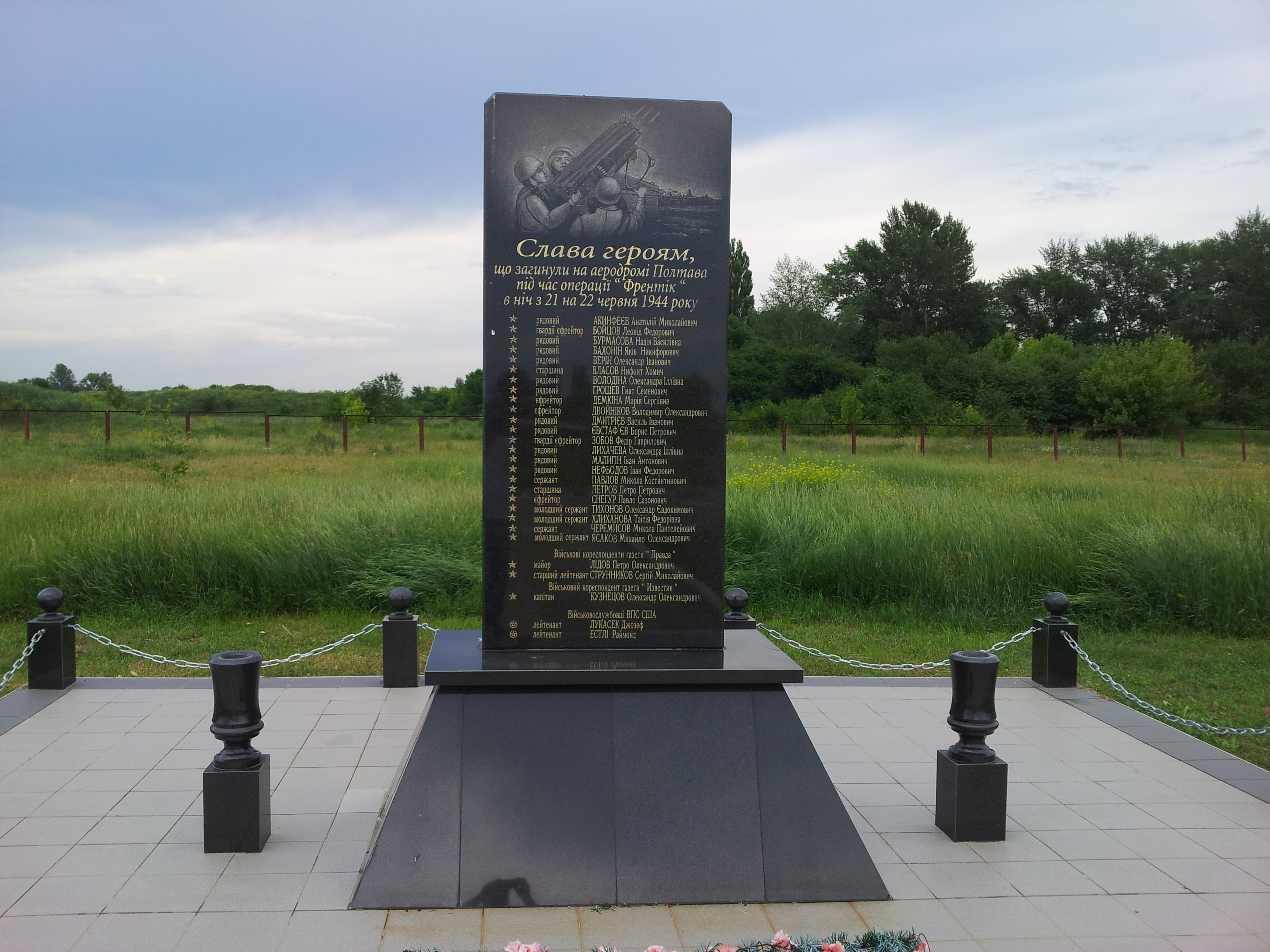
Памятный знак, установленный в 50-ю годовщину операции «Фрэнтик» на территории Полтавского музея дальней и стратегической авиации. Фото 2013 года

Имя Петра Лидова высечено на мраморной доске в редакции газеты «Правда» в числе имён погибших в годы войны журналистов и на обелиске на площади Славы в Полтаве.
Именем Петра Лидова названо судно, которое на данный момент принадлежит Ялтинскому морскому порту.
В 1965 году именем П. Лидова названа улица в Полтаве.
Материалы и документы, связанные с жизнью и творчеством П. А. Лидова, хранятся в Российском государственном архиве социально-политической истории (Коллекция ЦА ВЛКСМ. Ф. М-7. Оп. 2. Д. 649) и Российском государственном архиве литературы и искусства (Ф. 1865).

## Комментарии
1. ↑  Военными корреспондентами Сергеем Струнниковым и Александром Кузнецовым.
2. ↑  Первоначальное название — «За Сталина!»[4].
3. ↑  РГАСПИ. Коллекция ЦА ВЛКСМ. Ф. М-7. Оп. 2. Д. 649[8].
4. ↑  По версии историка М. М. Горинова, сюжет понадобился для «обеления» образа героини, оказавшейся в плену, что по законам военного времени приравнивалось к предательству[13].